# Гемерске Дјехтаре
Гемерске Дјехтаре (слч. Gemerské Dechtáre) насељено је мјесто са административним статусом сеоске општине (слч. obec) у округу Римавска Собота, у Банскобистричком крају, Словачка Република.

## Становништво
| Година:    | 1994. | 2004.   | 2014.   | 2024.   |
| ---------- | ----- | ------- | ------- | ------- |
| Број људи: | 488   | 448     | 442     | 413     |
| Разлика:   |       | -8,19 % | -1,33 % | -6,56 % |

| Година:    | 2023. | 2024.   |
| ---------- | ----- | ------- |
| Број људи: | 417   | 413     |
| Разлика:   |       | -0,95 % |

Према подацима о броју становника из 2011. године насеље је имало 456 становника.